# Schriftentausch
Als Schriftentausch wird an Bibliotheken sowie Lehr- und Forschungsinstituten der kostenlose Tausch von Publikationen bezeichnet.
Den größten Anteil am Schriftentausch haben Universitätsinstitute und -Bibliotheken (insbesondere bei eigenen Schriftenreihen), gefolgt von den Publikationen und Forschungsberichten wissenschaftlicher Bundes- und Landesämter sowie von Akademieinstituten. Gewisse Bedeutung hat der Tausch auch zwischen einzelnen Wissenschaftlern und Künstlern sowie im amtlichen Schriftverkehr.

## Arten des Schriftentauschs zwischen Bibliotheken
Rechnen beide beteiligten Bibliotheken mit der Möglichkeit eines längerfristigen und umfangreichen Tausches, wird ein sogenannter Pauschaltausch vereinbart. Die Bibliotheken tauschen dann laufend und unberechnet. Gelegentlich wird mittels des dazu angelegten Verzeichnisses geprüft, ob ein annäherndes Gleichgewicht erreicht wird. Will eine Bibliothek ein bestimmtes Buch, so geschieht das in einem Einzeltausch: ein Buch gegen ein anderes Buch (ohne Rücksicht auf die Buchpreise). Beim sogenannten Verrechnungstausch wird ein Konto über den Wert der getauschten Bücher geführt und ein exakter Wertausgleich angestrebt.